# Frans Banninck Cocq
Frans Banninck Cocq, ook Banning(h) Cock en andere varianten, (Amsterdam, 23 februari 1605 – aldaar, 1 januari 1655) is de kapitein op het schuttersstuk De Nachtwacht van de Hollandse kunstschilder Rembrandt van Rijn. Banninck Cocq was een 17e-eeuwse burgemeester van Amsterdam, advocaat en kasteelheer van Huis Ilpenstein. Hij droeg als titel Heer van Purmerlant en Ilpendam, die hij dankzij zijn schoonvader verkreeg, de vorige bezitter van Ilpenstein.

## Naam en afkomst
Op het schilderij staat zijn familienaam als Banning Cocq vermeld. Zelf gebruikte hij in plaats van Banning(h) de naam Banninck. In de loop der tijd werd de naam op diverse manieren geschreven. In een artikel "Frans Banninck Cocq's Troop in Rembrandt's "Night Watch"" verwijst de auteur S. A. C. Dudok van Heel, naar de herkomst van deze naam. De naam is afkomstig van zijn grootvader van moederszijde, Frans Banninck. Het feit dat hij als oudste de volledige naam van zijn grootvader van moederskant (en niet die van vaderskant) kreeg is een aanwijzing voor de politieke aspiraties van zijn ouders. Hij zou in de voetsporen moeten treden van zijn grootvader, een Amsterdamse regent, die door zijn vroegtijdig overlijden nooit burgemeester was geworden.

## Leven en werk
Frans Banninck Cocq was de zoon van Jan Jansz. Cocq (1575-1633), een immigrant uit Bremen die in Amsterdam apotheker was, en Lijsbeth Fransdr Banninck (1581-1623). Hij werd geboren aan de Dijkstraat in Amsterdam, in het huis 'de Gloeyende Oven'. Op 23 april 1630 trouwde hij met Maria Overlander van Purmerlant (1603-1678). De kerkelijke inzegening vond plaats in de Oude Kerk. Het huwelijk bleef kinderloos. Zijn schoonvader Volckert Overlander overleed in 1630 en liet het huis De Dolphijn na aan Banninck Cocq, die het bewoonde toen De Nachtwacht werd geschilderd.
Hij was in 1632, 1633 en 1636 commissaris van het college van huwelijkse zaken, werd in 1634 lid van de Vroedschap en daarna een van de burgemeesters van Amsterdam in 1650, 1651, 1653 en 1654. In die laatste functie werkte hij nauw samen met zijn zwager Cornelis de Graeff en Johan Huydecoper van Maarsseveen. Banninck Cocq was in 1635 luitenant van de schutterij van Wijk I en kapitein van die van Wijk II van circa 1635 tot circa 1646. Van circa 1646 tot 1650 was hij kolonel. De functie van gouverneur van de Amsterdamse Handboogdoelen vervulde hij van 1648 tot 1654. Hij overleed in Amsterdam op 1 januari 1655 en werd zes dagen later aldaar begraven in de Oude Kerk.

### Huwelijksportretten

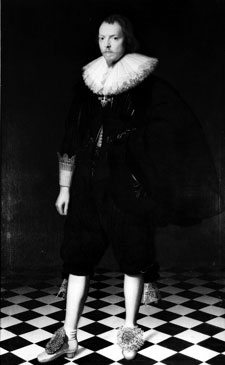
Anoniem, het huwelijksportret van Frans Banning Cocq, geschilderd in 1630-1631. Museum Het Prinsenhof, Delft. Met behulp van de weergave van de geruite tegelvloer wordt diepte gesuggereerd.

Banninck Cocq liet rond 1630 van zowel van zichzelf als van zijn vrouw Maria een huwelijksportret vervaardigen van 198 bij 121 centimeter (zie afbeelding in zwart-wit). De twee schilderijen hingen enkele eeuwen in Ilpenstein. Ze werden in 1872 op een veiling aangeschaft door de belastingontvanger Burchard Theodoor Elias, die ze voor portretten van zijn eigen voorouders, het echtpaar Elias-Pancras, liet doorgaan. De weduwe van diens kleinzoon schonk ze bij haar overlijden in 1975 aan Delft, waar ze sinds 1992 in de trouwzaal van stadhuis van Delft hangen.

## Jan Vos over Banninck Cocq

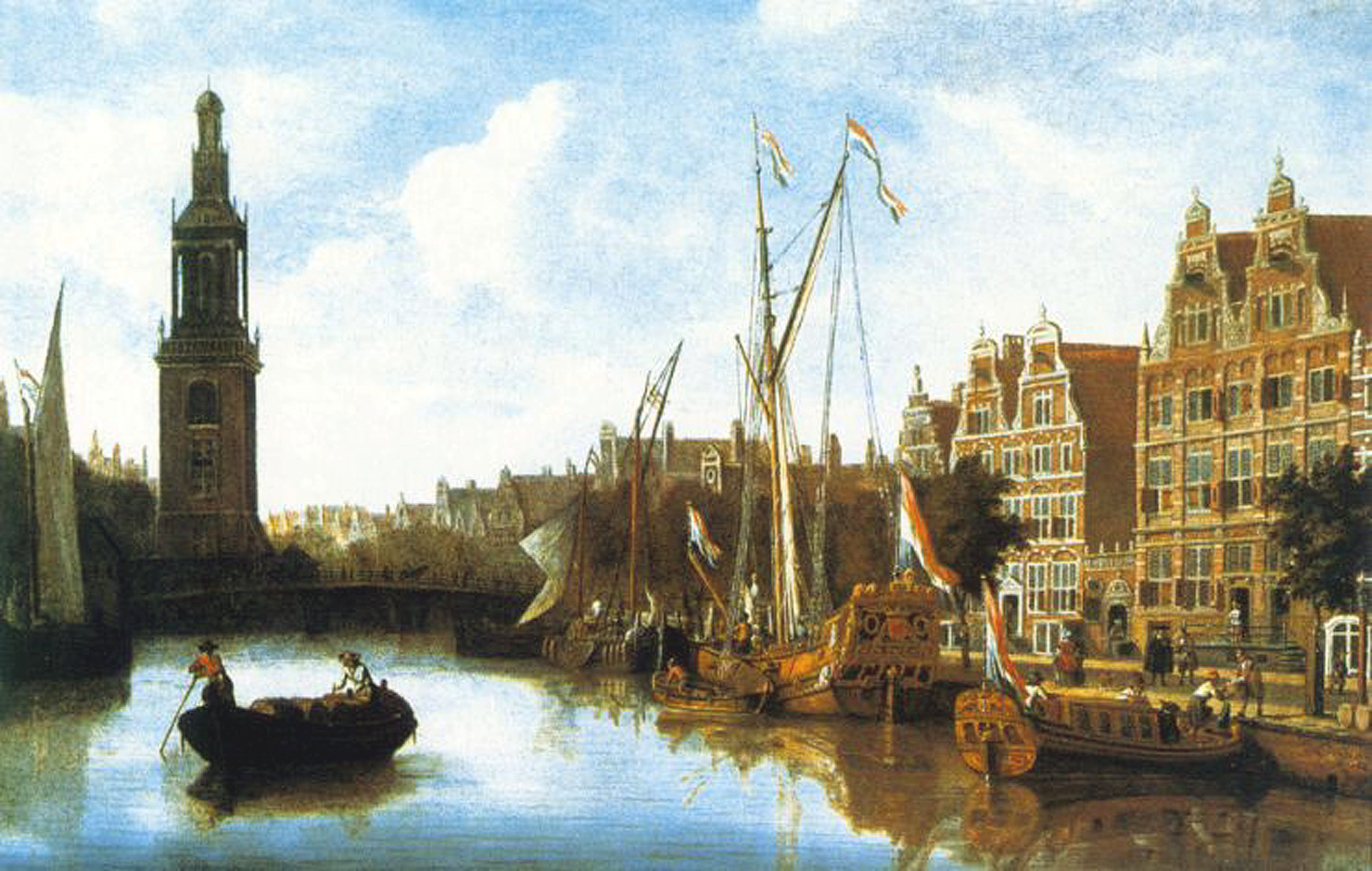
Singel met de Jan Rodenpoortstoren en het dubbele grachtenpand De Dolphijn, door Abraham Storck (1684)

Jan Vos dichtte over Banninck Cock het vers Den Eed. Gestr. Heer Frans Banning Kok, Ridder, Heer van Purmerlandt en Ilpendam, Burgermeester en Raadt t'Amsterdam. Door van der Helst geschildert.:

Dit is van Purmerlandt, een van de Hooftpilaaren Daar 't Raadthuis vast op staat: zyn ongekreukte moedt Laat zich niet aan het Y, door woest geweldt, vervaaren. Een die de Vryheidt mint ontziet geen hartebloedt. Zyn trouw verstrekt een schildt voor 't oog der watersteeden. Geen starker wallen dan de trouw der Overheeden.

## Frans Banninck Cocqpenning
- De 'Frans Banninck Cocqpenning' werd op 29 oktober 1996 ingesteld door de gemeente Amsterdam als hulde aan personen die zich langere tijd bijzonder verdienstelijk maakten voor deze stad. Onder anderen André van Duin, Liesbeth List, Duncan Stutterheim , Jeroen Krabbé, Luud Schimmelpennink, Igone de Jongh en de Amsterdamse Libanon veteraan Eugene Sandel, werden al beloond met deze eer.

- Biografisch Portaal: 98728205
- Gemeinsame Normdatei: 1031330224
- International Standard Name Identifier: 0000 0003 9130 8504
- Nederlandse Thesaurus van Auteursnamen: 069920559
- Union List of Artist Names: 500354696
- Virtual International Authority File: 285073730
- WorldCat: E39PBJmDq9MwTrtwYKpxvmJ4bd